# Каркара (головной убор)
Каркара — казахский женский головной убор. Высокие края обшивались мехом бобра, бисером, макушка украшалась перьями птицы. Для этого использовали перья цапли или журавля-красавки «каркара», отсюда и название. Каркарой называют также сами перья, подобные эгретке, султан из высоких перьев, саукеле и даже мужской головной убор с таким султаном.